# Андреевское (Дмитровский район)
Андреевское — упразднённое село в Дмитровском районе Московской области России. Входила в состав городского поселения Яхрома, ныне квартал Андреевское города Яхрома. В селе расположена Покровская церковь.

## Расположение
Село расположено на Клинско-Дмитровской возвышенности у речки Каменки, притока Яхромы.
Ближайшие населённые пункты, примыкающие с запада деревни: Астрецово и Яковлево. На северо-востоке — деревня Елизаветино.
На юго-западе на склоне располагается город Яхрома (бывшая деревня и посёлок Суровцево).  

## История
Село Андреевское Каменского стана в 1566 году числится в летописи, как одно из семи дворцовых сёл Дмитровского уезда.
В полном собрании летописей (том III, с. 40) указывается, что из дворцовых в числе прочих село было передано царём Иваном IV Васильевичем  своему двоюродному брату Старицкому Владимиру в обмен за его тверские владения. Однако после опалы последнего, Андреевское было вновь переведено в дворцовые.
В начале XVII века после польско-литовской интервенции было отдано боярину Михаилу Михайловичу Салтыкову за "Московское осадное сидение". До конца XVIII века село находится во владении Салтыковых.
В 7135—7137 годах (1625-1627 г.) у Андреевского на речке Каменки у пруда также числятся пустоши: Попова гора и Ерохин починок. В селе деревянная Никольская церковь и Покровская церковь.
В 1751 году в Андреевскую вотчину вошли: село Андреевское на речке Каменке и пруде, Суровцево, Подолино, Починки, Ковшино, Вороново, Астрецово, Яковлево, Усково, Елизаветино.
В 1791 году Пётр Михайлович Салтыков продаёт вотчину графу Ивану Григорьевичу Орлову. В тот же год граф скончался, во владение вступает его жена Елизавета Фёдоровна Орлова.
В 1803 году Орлова Е. Ф. получает благославление и разрешение на постройку каменной Покровской церкви у митрополита Московского и Калужского Платона (Левшина). Из-за войны 1812 года строительство затянулось. Первый придел в имя Захария и Елизаветы был освящён в 1815 году. Второй, Никольский придел был освящён в 1821 году. Храм оформлен в классическом стиле, архитектор, предположительно, Франческо Кампорези.
В 1852 году при селе числится шерстяная фабрика купца Железнова. В 1882 году в селе возводится земское училище.
В 1922 году из Покровской церкви власти изъяли почти все ценности. В 1941 году церковь закрыли.
В 1994 году храм начали восстанавливать. Сейчас храм действует.